# Extrema (Rondônia)
Extrema – miasto i gmina w Brazylii, w stanie Rondônia. Znajduje się w mezoregionie Madeira-Guaporé i mikroregionie Porto Velho.